# Беценцуребі
Беценцуребі (груз. ბეწენწურები) — село в Грузії.
За даними перепису населення 2014 року в селі проживає 9 осіб.